# Schedelelektrode
Een schedelelektrode (SE) zijn 2 pinnetjes verbonden aan een draadje die in de hoofdhuid van de baby worden gedraaid tijdens de bevalling, waardoor er een directe registratie mogelijk is van de hartslag van de baby. Voordelen zijn dat de metingen nauwkeurig zijn ongeacht de locatie en beweging van de baby in de buik van de moeder, en dat het op afstand gemonitored kan worden. Nadelen zijn   pijn bij de baby, infectiegevaar en het kan losschieten. 
Voor het aanbrengen van een schedelelektrode is het echter noodzakelijk dat er ontsluiting is, dat de vliezen zijn gebroken en dat het hoofdje vóór ligt. Het kan daarom voorkomen dat de schedelelektrode pas in een later stadium wordt aangebracht.